# لوراسیاددان
لوراسیاددان (نام علمی: Laurasiatheria) گروه بزرگی از پستانداران جفت‌دار (دَد) هستند که گمان می‌رود خاستگاهشان شمال ابرقاره لوراسیا بوده است. این گروه شامل حشره‌خوارها، جوجه‌تیغی‌ها، پانگولین‌ها، خفاش‌ها، نهنگ‌ها، بیشتر پستانداران سم‌داری چون اسب‌های آبی، و گوشت‌خواران و دیگر گونه‌ها می‌شوند.

## طبقه‌بندی و فیلوژنی
هنوز دربارهٔ درخت فیلوژنتیک لوراسیاددان کنونی ابهام وجود دارد. این ابهام به دلیل عدم توافق دربارهٔ جایگاه خفاش‌سانان و تک‌سم‌سانان است. برپایه بررسی‌های ریخت‌شناسانه، خفاش‌سانان از دیرباز در بالاراستهٔ نیاکان (به همراه حشره‌خواران درختی و پوست‌پرهای پرنده) قرار داده شده بود، تا آنکه بررسی‌های ژنتیکی نشان از رابطه نزدیک این‌ها با دیگر لوراسیاددان دادند.
با این حال پژوهش‌ها دربارهٔ جایگاه دقیق خفاش‌سانان با هم در تضاد شدند، چرا که این راسته نزدیکی بیشتری به گروه‌هایی چون پستانداران حشره‌خوار، نارام‌زیان، یا تک‌سم‌سانان و نارام‌زیان در پگاسوفرا (پیشنهادی) دارد.
تازه‌ترین بررسی‌ها (نری و همکاران، ۲۰۱۲) پستانداران حشره‌خوار را راسته‌ای پایه و خفاش‌سانان را خواهر آب‌بازجفت‌سم‌سانان شناسایی کرده‌اند و این شناسایی بیشترین تأیید در همهٔ گره‌های درخت فیلوژنتیک آن‌ها را داشته است. جایگاه دقیق تک‌سم‌سانان اما با قطعیت کمتری مشخص است؛ بعضی پژوهش‌ها آن را به همراه نارام‌زیان در کلاد پیشنهادی Zooamata می‌گذارند، در حالی که دیگران آن را به همراه آب‌بازجفت‌سم‌سانان در هوسم‌داران – کلادی از «سم‌داران راستین» – طبقه‌بندی می‌کنند.
آرایه‌های لوراسیاددان به شکل زیر طبقه‌بندی می‌شوند:
- Eulipotyphla که دارای دو زیرگروه است:
  - خارپشت‌سانان: شامل خارپشت‌ها
  - حشره‌خوارسانان: حشره‌خورها، موش‌های کور (گسترهٔ جهانی)
- پستانداران حشره‌خوار (گسترهٔ جهانی)
- خفاش‌سانان: خفاش‌ها (گسترهٔ جهانی)
- تک‌سم‌سانان: سم‌داران فردسم شامل اسب‌ها، تپیرها و کرگدن‌ها
- آب‌بازجفت‌سم‌سانان (طبقه‌بندی نشده) شامل راسته‌های:[۶]
  - آب‌بازسانان: نهنگ‌ها و دلفین‌ها (گسترهٔ جهانی در دریاها)
  - جفت‌سم‌سانان: سم‌داران دارای تعداد سم زوج شامل شترها، خوک‌ها، نشخوارکنندگان (زرافه‌ها، آهو، گوزن، گاو و گوسفند، بز و غیره) و اسب‌های آبی؛ امروزه هم‌نیا شناخته شده‌اند.
- نارام‌زیان (طبقه‌بندی نشده) شامل راسته‌های:
  - پولک‌پوست‌سانان: پانگولین‌ها (آفریقا و آمریکای جنوبی)
  - گوشت‌خوارسانان: گربه‌ها، سگ‌ها، خرس‌ها، خوک‌های دریایی، و دیگران (گسترهٔ جهانی)

|  | پولک‌پوست‌سانان (پانگولین‌ها)                             |
|  |                                                        |
|  | گوشت‌خوارسانان (گربه‌ها، کفتارها، سگ‌ها، خرس‌ها، فک‌ها و …) |
|  |                                                        |

|  | تک‌سم‌سانان (اسب‌ها، تاپیرها، کرگدن‌ها و …)                 |
|  |                                                         |
|  | جفت‌سم‌سانان (شتر، خوک، نشخوارکنندگان، اسب آبی، نهنگ و …) |
|  |                                                         |

|  | پولک‌پوست‌سانان (پانگولین‌ها)                             |
|  |                                                        |
|  | گوشت‌خوارسانان (گربه‌ها، کفتارها، سگ‌ها، خرس‌ها، فک‌ها و …) |
|  |                                                        |

|  | تک‌سم‌سانان (اسب‌ها، تاپیرها، کرگدن‌ها و …)                 |
|  |                                                         |
|  | جفت‌سم‌سانان (شتر، خوک، نشخوارکنندگان، اسب آبی، نهنگ و …) |
|  |                                                         |

|  | پولک‌پوست‌سانان (پانگولین‌ها)                             |
|  |                                                        |
|  | گوشت‌خوارسانان (گربه‌ها، کفتارها، سگ‌ها، خرس‌ها، فک‌ها و …) |
|  |                                                        |

|  | تک‌سم‌سانان (اسب‌ها، تاپیرها، کرگدن‌ها و …)                 |
|  |                                                         |
|  | جفت‌سم‌سانان (شتر، خوک، نشخوارکنندگان، اسب آبی، نهنگ و …) |
|  |                                                         |

|  | پولک‌پوست‌سانان (پانگولین‌ها)                             |
|  |                                                        |
|  | گوشت‌خوارسانان (گربه‌ها، کفتارها، سگ‌ها، خرس‌ها، فک‌ها و …) |
|  |                                                        |

|  | تک‌سم‌سانان (اسب‌ها، تاپیرها، کرگدن‌ها و …)                 |
|  |                                                         |
|  | جفت‌سم‌سانان (شتر، خوک، نشخوارکنندگان، اسب آبی، نهنگ و …) |
|  |                                                         |

|  | پولک‌پوست‌سانان (پانگولین‌ها)                             |
|  |                                                        |
|  | گوشت‌خوارسانان (گربه‌ها، کفتارها، سگ‌ها، خرس‌ها، فک‌ها و …) |
|  |                                                        |

|  | تک‌سم‌سانان (اسب‌ها، تاپیرها، کرگدن‌ها و …)                 |
|  |                                                         |
|  | جفت‌سم‌سانان (شتر، خوک، نشخوارکنندگان، اسب آبی، نهنگ و …) |
|  |                                                         |

|  | پولک‌پوست‌سانان (پانگولین‌ها)                             |
|  |                                                        |
|  | گوشت‌خوارسانان (گربه‌ها، کفتارها، سگ‌ها، خرس‌ها، فک‌ها و …) |
|  |                                                        |

|  | تک‌سم‌سانان (اسب‌ها، تاپیرها، کرگدن‌ها و …)                 |
|  |                                                         |
|  | جفت‌سم‌سانان (شتر، خوک، نشخوارکنندگان، اسب آبی، نهنگ و …) |
|  |                                                         |

|  | پولک‌پوست‌سانان (پانگولین‌ها)                             |
|  |                                                        |
|  | گوشت‌خوارسانان (گربه‌ها، کفتارها، سگ‌ها، خرس‌ها، فک‌ها و …) |
|  |                                                        |

|  | تک‌سم‌سانان (اسب‌ها، تاپیرها، کرگدن‌ها و …)                 |
|  |                                                         |
|  | جفت‌سم‌سانان (شتر، خوک، نشخوارکنندگان، اسب آبی، نهنگ و …) |
|  |                                                         |

|  | پولک‌پوست‌سانان (پانگولین‌ها)                             |
|  |                                                        |
|  | گوشت‌خوارسانان (گربه‌ها، کفتارها، سگ‌ها، خرس‌ها، فک‌ها و …) |
|  |                                                        |

|  | تک‌سم‌سانان (اسب‌ها، تاپیرها، کرگدن‌ها و …)                 |
|  |                                                         |
|  | جفت‌سم‌سانان (شتر، خوک، نشخوارکنندگان، اسب آبی، نهنگ و …) |
|  |                                                         |

|  | پولک‌پوست‌سانان (پانگولین‌ها)                             |
|  |                                                        |
|  | گوشت‌خوارسانان (گربه‌ها، کفتارها، سگ‌ها، خرس‌ها، فک‌ها و …) |
|  |                                                        |

|  | تک‌سم‌سانان (اسب‌ها، تاپیرها، کرگدن‌ها و …)                 |
|  |                                                         |
|  | جفت‌سم‌سانان (شتر، خوک، نشخوارکنندگان، اسب آبی، نهنگ و …) |
|  |                                                         |

|  | پولک‌پوست‌سانان (پانگولین‌ها)                             |
|  |                                                        |
|  | گوشت‌خوارسانان (گربه‌ها، کفتارها، سگ‌ها، خرس‌ها، فک‌ها و …) |
|  |                                                        |

|  | تک‌سم‌سانان (اسب‌ها، تاپیرها، کرگدن‌ها و …)                 |
|  |                                                         |
|  | جفت‌سم‌سانان (شتر، خوک، نشخوارکنندگان، اسب آبی، نهنگ و …) |
|  |                                                         |

|  | پولک‌پوست‌سانان (پانگولین‌ها)                             |
|  |                                                        |
|  | گوشت‌خوارسانان (گربه‌ها، کفتارها، سگ‌ها، خرس‌ها، فک‌ها و …) |
|  |                                                        |

|  | تک‌سم‌سانان (اسب‌ها، تاپیرها، کرگدن‌ها و …)                 |
|  |                                                         |
|  | جفت‌سم‌سانان (شتر، خوک، نشخوارکنندگان، اسب آبی، نهنگ و …) |
|  |                                                         |

|  | پولک‌پوست‌سانان (پانگولین‌ها)                             |
|  |                                                        |
|  | گوشت‌خوارسانان (گربه‌ها، کفتارها، سگ‌ها، خرس‌ها، فک‌ها و …) |
|  |                                                        |

|  | تک‌سم‌سانان (اسب‌ها، تاپیرها، کرگدن‌ها و …)                 |
|  |                                                         |
|  | جفت‌سم‌سانان (شتر، خوک، نشخوارکنندگان، اسب آبی، نهنگ و …) |
|  |                                                         |

|  | پولک‌پوست‌سانان (پانگولین‌ها)                             |
|  |                                                        |
|  | گوشت‌خوارسانان (گربه‌ها، کفتارها، سگ‌ها، خرس‌ها، فک‌ها و …) |
|  |                                                        |

|  | تک‌سم‌سانان (اسب‌ها، تاپیرها، کرگدن‌ها و …)                 |
|  |                                                         |
|  | جفت‌سم‌سانان (شتر، خوک، نشخوارکنندگان، اسب آبی، نهنگ و …) |
|  |                                                         |

|  | پولک‌پوست‌سانان (پانگولین‌ها)                             |
|  |                                                        |
|  | گوشت‌خوارسانان (گربه‌ها، کفتارها، سگ‌ها، خرس‌ها، فک‌ها و …) |
|  |                                                        |

|  | تک‌سم‌سانان (اسب‌ها، تاپیرها، کرگدن‌ها و …)                 |
|  |                                                         |
|  | جفت‌سم‌سانان (شتر، خوک، نشخوارکنندگان، اسب آبی، نهنگ و …) |
|  |                                                         |

|  | پولک‌پوست‌سانان (پانگولین‌ها)                             |
|  |                                                        |
|  | گوشت‌خوارسانان (گربه‌ها، کفتارها، سگ‌ها، خرس‌ها، فک‌ها و …) |
|  |                                                        |

|  | تک‌سم‌سانان (اسب‌ها، تاپیرها، کرگدن‌ها و …)                 |
|  |                                                         |
|  | جفت‌سم‌سانان (شتر، خوک، نشخوارکنندگان، اسب آبی، نهنگ و …) |
|  |                                                         |

|  | پولک‌پوست‌سانان (پانگولین‌ها)                             |
|  |                                                        |
|  | گوشت‌خوارسانان (گربه‌ها، کفتارها، سگ‌ها، خرس‌ها، فک‌ها و …) |
|  |                                                        |

|  | تک‌سم‌سانان (اسب‌ها، تاپیرها، کرگدن‌ها و …)                 |
|  |                                                         |
|  | جفت‌سم‌سانان (شتر، خوک، نشخوارکنندگان، اسب آبی، نهنگ و …) |
|  |                                                         |